# أرنولد وايس
أرنولد وايس (بالألمانية: Arnold Hans Weiss)‏ هو محامي ألماني، ولد في 25 يوليو 1924 في نورنبرغ في ألمانيا، وتوفي في 7 ديسمبر 2010 في روكفيل في الولايات المتحدة بسبب ذات الرئة.